# 藤原鉄頭
藤原 鉄頭、テッド藤原（ふじわら てつあたま、てっど ふじわら）は、漫画家。代表作にマックな人など。
まだMacintoshがパソコン界のポルシェと呼ばれていた頃に購入し、イラストレーターとしての仕事に使用。Macintoshをテーマとしたエッセイ漫画、マックな人で人気を博す。
映画等の評論も行っている。
作品リスト：
- マックな人
- ビッグマック伝説